# Tiny Tower
Tiny Tower é um jogo eletrônico de simulação desenvolvido pela NimbleBit, lançado em 23 de junho de 2011 para dispositivos com iOS e em 16 de novembro de 2011 para dispositivos com Android. O jogo teve mais de dez milhões de downloads na App Store e mais de um milhão no Android Market, sendo eleito o Jogo do Ano de 2011 para iPhone pela Apple Inc..
Com seus gráficos pixelizados, Tiny Tower põe o jogador no comando de um edifício residencial e comercial, ocupado por pessoas virtuais denominadas bitizens. O aplicativo, se deixado no modo de espera, faz com que o edifício funcione 24 horas por dia, até emitindo notificações se alguma ação importante ocorre no jogo.
O jogo teve uma recepção positiva, alcançando a pontuação de 82/100 no website Metacritic, com nenhuma crítica negativa. Na App Store alcançou 4,5/5 estrelas, baseadas em mais de 155 mil avaliações de usuários.

## Jogabilidade
Quando o jogo começa, o jogador ganha um terreno para construir sua torre, onde já está construída a portaria. O jogador é obrigado a seguir um tutorial, onde constrói seus dois primeiros andares; um residencial e um comercial, e emprega seus primeiros bitizens. Em cada residência moram cinco bitizens, enquanto o comércio emprega três.
Para ganhar dinheiro, o jogador pode empregar seus habitantes, que produzem itens em seus negócios. Para manter esses negócios funcionando é necessário estocá-los com mercadorias, o que custa dinheiro, porém tem um retorno ainda maior. Caso não haja mercadorias, o negócio fecha, fazendo com que o jogador deixe de ganhar dinheiro. O jogador recebe notificações quando um andar está pronto para ser reestocado ou, se estava em construção, quando está concluído.
Em Tiny Tower, existem cinco tipos de andares comerciais: alimentação, serviços, lazer, varejo e criativo. Cada bitizen trabalha melhor ou pior em cada um deles, o que reflete no desempenho do andar. Eles também possuem um emprego ideal, e se trabalharem nesse local o jogador é recompensado.
Um recurso utilizado no jogo são as Tower Bucks, moedas que custam dinheiro real, e que são utilizadas para ações que favorecem o jogador, como acelerar a construção de um novo andar ou a estocagem de uma loja. Contudo, elas podem ser ganhas gratuitamente fazendo ações simples e não impedem o acesso a nenhum aspecto do jogo.
O jogo possui uma versão da rede social Facebook denominada Bitbook, onde os bitizens revelam detalhes de sua vida, interagindo uns com os outros e adicionando um pouco de humor e charme ao jogo. Ele também lembra o jogadores de que eles devem estocar seus negócios, com frases como "Fechando a barbearia, espero que eu não perca meu emprego.".
Outra atração são os VIPs, que aparecem ocasionalmente na portaria do prédio, e realizam ações especiais, como a celebridade, que aumenta temporariamente as vendas numa loja e o mestre-de-obras, que diminui o tempo de construção de um andar em três horas. Além dos VIPs, outro evento aleatório é uma espécie de jogo no formato de Onde Está Wally? que recompensa o jogador com Tower Bucks.

## Desenvolvimento
O jogo foi criado pelos irmãos Ian e David Marsh, também criadores de Pocket Frogs, que são donos da empresa desenvolvedora de jogos eletrônicos independente NimbleBit. Seu desenvolvimento foi anunciado em março de 2011, durante a Game Developers Conference (GDC) 2011, antes de ser lançada a versão beta do jogo.
O jogo utiliza gráficos bem pixelizados, como parte de um visual retrô, porém isto não o impede de ser utilizado em tablets. Esse estilo também se estende ao som e à música de fundo que o adotam e podem ser desligados no menu de configurações. Tiny Tower é controlado pelo toque do usuário na tela touchscreen de um dispositivo móvel.

## Recepção
Em geral, Tiny Tower foi bem recebido pela crítica, que não o deu notas negativas. Ele obteve uma pontuação de 8,2/10 no website Metacritic, baseada em dezoito críticas profissionais, sem nenhuma negativa. Já em relação à pontuações de usuários, ele obteve uma avaliação de 4,5/5 na App Store, baseada em mais de 155 mil avaliações, e de 4,6/5 no Android Market, esta baseada em cerca de 45 mil avaliações.
Tiny Tower foi definido pela crítica como um jogo que estabelece novos patamares para jogos freemium, sendo assemelhado à FarmVille e We Rule. Também foi elogiado o fato de que ao contrário de muitos jogos deste estilo, não há grandes obstruções para jogadores que não desejarem gastar dinheiro real.
Os gráficos do jogo foram chamados pela  revista MacWorld de "distintos, com um charme retrô", enquanto o website Gamezebo afirma que o "acompanhando sua boa jogabilidade, o jogo brilha em termos de apresentação, com gráficos irradiantes com personalidade.". Já Carter Dotson, do website 148Apps deu para os gráficos do jogo uma pontuação de 4/5 estrelas, dizendo que "os ótimos gráficos pixelizados o prenderam ao jogo".
O jogo foi comparado ao clássico SimTower de 1995, desenvolvido pela Maxis. Contudo, foram apontadas pela crítica algumas diferenças e semelhanças. Por exemplo, tanto em Tiny Tower como em SimTower o jogador tem de construir a maior torre que puder, com reserva monetária limitada e contratando trabalhadores, todavia em Tiny Tower as coisas são mais simples, com apenas uma torre e um elevador.
Alguns dos aspectos pelos quais o jogo foi criticado foram a sua repetitividade e falta de longevidade. Segundo os websites Eurogamer e Pocketgamer, depois de um tempo o jogador começa a se sentir apenas apertando botões indefinidamente, devido à falta de um propósito do jogo. Já Nissa Campbell, do website Touch Arcade, ressaltou que há uma falta de integração social no jogo, visto que apenas é possível ver as torres de terceiros e competir em premiações com eles.

### Premiações
Em dezembro de 2011, Tiny Tower foi nomeado pela Apple Inc. Jogo do Ano para iPhone de 2011. O jogo foi indicado para o 12º Game Developers Choice Awards na categoria "Melhor Jogo para Dispositivos Móveis", e também figura na lista dos melhores 15 jogos para iPhone da revista PC World, juntamente com Angry Birds, Infinity Blade e Cut the Rope. Já o website games.com da Aol incluiu Tiny Tower nas suas listas dos dez melhores jogos gratuitos para iOS e Android. O jogo também aparece na lista dos 50 melhores jogos para iOS de 2011 do website The Appera.

## Vendas
Lançado em 23 de julho de 2011, Tiny Tower atingiu a marca de um milhão de downloads em quatro dias, algo fora do comum para jogos do gênero. Este número foi aumentando, e em dezembro de 2011, chegou à 10 milhões apenas na App Store. Já no Android Market, o jogo foi lançado em 16 de novembro de 2011, acumulando, até janeiro de 2012, mais de um milhão de downloads.
Aproximadamente cinco porcento dos jogadores de Tiny Tower compram as Tower Bucks, moeda fictícia do jogo que custa dinheiro real, com uma média de déz dólares gastos por jogador pagante. Sessenta porcento do lucro vem do pacote intermediário de Tower Bucks, que custa cinco dólares. Enquanto isso, Trinta porcento do lucro vem do maior pacote, que custa trinta dólares, porém as compras desse pacote representam apenas quatro porcento do total de compras.
| Pacote de US$0,99   | Pacote de US$4,99   | Pacote de US$0,99   |
| ------------------- | ------------------- | ------------------- |
| 43 % das compras    | 52 % das compras    | 4 % das compras     |
| 10 % do lucro total | 60 % do lucro total | 30 % do lucro total |

Em uma entrevista com Kathleen De Vere do website Inside Mobile Apps, David Marsh, um dos criadores de Tiny Tower, revelou que o jogo estava gerando cerca de cinquenta vezes mais lucro que seus jogos pagos tiveram, visto que mesmo depois de que jogo saíra das paradas, alguns jogadores ainda investiam no jogo. Dados de janeiro de 2012, um mês após a entrevista, corroboraram isto, com a informação de que o jogo tinha um milhão de jogadores diariamente ativos, com cerca de dez milhões de sessões diárias.